# 三傳商事
三傳商事株式会社（さんでんしょうじ-、英: SANDEN SHOJI Co.,Ltd.）は、秋田県秋田市に本社にを置く総合商社である。三傳という名称は、創業者の名前に由来する。秋田県域を主たる営業対象とする。

## 概要
1847年、初代三浦傳六が茶紙荒物商を創業。初代は苗字帯刀を許された。2代目傳六は、第四十八国立銀行や秋田商法会議所の設立に参画。さらに土崎の竹内長九郎と共に匿名組合を組織。米国スタンダードヴァキューム社（現：エクソンモービル）と提携を結んだ。1917年合名会社三傳商店を設立。1934年三傳商事株式会社と改組した。
第二次世界大戦後には4代目傳六の経営指導の下、業容の拡大に取り組み、系列会社として設立した秋田国産自動車商会の後身である秋田日産自動車の隆盛や傘下企業も多数擁するまで成長した。
1990年2月、4代目の死去後、三傳商事は大蔵官僚を退職勧奨となった長男である正顕、続いて女婿である廣巳が社長に就き、平成不況下における経営の舵取りを担った。
2009年1月から2月にかけて子会社の再編を実施。15社あった傘下企業を10社までに整理した。これに伴い廣巳社長が代表権のない会長に退き、社長には主力行の北都銀行出身である佐藤博明専務が昇格した。現在、三傳商事自体では、8つの部門を抱え業務を展開している。

## 沿革
- 1847年（弘化4年） - 茶紙荒物商三浦傳六商店として創業。
- 1887年（明治20年） - 土崎港下酒田町に支店を開設。
- 1917年（大正9年） - 合名会社三傳商店として設立。
- 1925年（大正14年）
  - 4月2日 - 2代目三浦傳六死去。
  - 4月16日 - 2代目傳六長男第助が3代目三浦傳六を襲名。
  - 9月 - 土崎支店を廃止。
- 1934年（昭和9年）12月5日 - 三傳商事株式会社に改組。
- 1943年（昭和18年）10月20日 - 3代目三浦傳六死去。同日三浦久蔵社長に就任。
- 1952年（昭和27年）8月 - 新三菱重工業と特約店契約を締結。
- 1959年（昭和39年）3月9日 - 車輌部が分離独立し、三傳自動車（現在の秋田三菱自動車販売）を設立。
- 1979年（昭和54年） - 横手支店を開設。
- 1983年（昭和58年） - 大館支店を開設。
- 1985年（昭和60年）4月1日 - OA事業部が分離独立し、アキタシステムマネジメントを設立。
- 2008年（平成20年）
  - 9月 - 大館支店を閉鎖。
  - 10月 - 東京都世田谷区に東京支店を開設。
- 2009年（平成21年）
  - 1月 - アキバやアキタ新日軽サッシセンター、北都パッケージを吸収合併。
  - 12月 - 東京支店を豊島区に移転。
- 2013年（平成25年）7月 - 東京支店を世田谷区に移転。

## 事業所
- 本社 - 秋田市新屋鳥木町1番81号
- 横手支店 - 横手市卸町1番地4
- 東京支店 - 東京都世田谷区三軒茶屋1-39-7 ライオンズステーションプラザ三軒茶屋604

## 関係会社
- 秋田協同印刷
- 三傳物流
- ドリームビルド
- 秋田日産自動車